# SM-veckan 2010 (sommar)
SM-veckan sommar 2010 avgjordes i för andra året i följd i Malmö och var den andra sommarupplagan av SM-veckan. Tävlingarna gick av stapeln mellan 13 och 18 juli 2011 och arrangerandes av Riksidrottsförbundet (RF), Sveriges Television (SVT) och Malmö stad. Fjorton sporter fanns med på programmet. Tävlingarna hölls bland annat på Lindängsbadet, i Pildammsparken, på Stadionområdet och i Västra hamnen.

## Sporter
- Casting
- Cykel (kortdistans)
- Dragkamp
- Frisbee
- Glima
- Golf
- Kanotpolo
- Ridsport (voltige)
- Rodd
- Rugby
- Segling
- Simning
- Sportskytte (pistolskytte)
- Squash